# Prieuré de Belvezet
Le prieuré de Belvezet est un prieuré situé à Burzet, en France.

## Description
Ce prieuré de taille très modeste est situé à mi-parcours d'un chemin de Croix, qui part du village et monte au Calvaire de Burzet. 
Il contient une unique chapelle dédiée à Notre-Dame-des-Sept-Douleurs.

## Localisation
Le prieuré est situé sur la commune de Burzet, dans le département français de l'Ardèche.

## Historique
Sa date de construction ne semble pas connue précisément; et semble s'échelonner du XIIIe au XVIe siècle .
Il est ensuite répertorié que des travaux d'agrandissements ont été réalisés en 1715 par le Père Pierre VIGNE.
Après la Révolution française, pendant la Terreur, il fut pillé en janvier 1794. Le curé RIFFARD le fit remettre en état en 1830, puis il fut doté d'une cloche en 1860.
Par la suite, plusieurs remises en état furent nécessaires (notamment en 1935, 1960, 1975 et la toiture fut remise à neuf en 1999).
L'édifice est inscrit au titre des monuments historiques en 1981.